# Чемпионат мира по фигурному катанию 1927
Чемпионат мира по фигурному катанию 1927 года был проведён Международным союзом конькобежцев в Норвегии, Швейцарии и Австрии. Фигуристы соревновались в мужском, женском одиночном катании и в парном катании.
Соревнование среди мужчин проходили с 5 по 6 февраля в Давосе, среди женщин — с 19 по 20 февраля в Осло, среди пар — с 22 по 23 февраля в Вене.

## Результаты

### Мужчины
| Место | Имя              | Страна         | Сумма мест |
| ----- | ---------------- | -------------- | ---------- |
| 1     | Вилли Бёкль      | Австрия        | 11         |
| 2     | Отто Прайссеккер | Австрия        | 15         |
| 3     | Карл Шефер       | Австрия        | 24         |
| 4     | Георг Гаучи      | Швейцария      | 26         |
| 5     | Джон Пэйдж       | Великобритания | 30         |
| 6     | Людвиг Вреде     | Австрия        | 42         |
| 7     | Герберт Гертель  | Германия       | 48         |
| 8     | Жан Анрион       | Франция        | 56         |

### Женщины
| Место | Имя            | Страна   | Сумма мест |
| ----- | -------------- | -------- | ---------- |
| 1     | Соня Хени      | Норвегия | 7          |
| 2     | Херма Сабо     | Австрия  | 8          |
| 3     | Карен Сименсен | Норвегия | 17         |
| 4     | Элен Брокхёфт  | Германия | 18         |

### Пары
| Место | Имя                           | Страна       | Сумма мест |
| ----- | ----------------------------- | ------------ | ---------- |
| 1     | Херма Сабо / Людвиг Вреде     | Австрия      | 6.5        |
| 2     | Лилли Шольц / Отто Кайзер     | Австрия      | 9          |
| 3     | Эльзе Хоппе / Оскар Хоппе     | Чехословакия | 14.5       |
| 4     | Ханси Айсерт / Георг Памперль | Австрия      | 20         |